# مجرای سدادی
مجرای سِدادی (انگلیسی: Obturator canal) گذرگاهی است که در سوراخ سدادی توسط بخشی از غشای سدادی و لگن خاصره تشکیل می‌شود. این مجرا لگن خاصره را به ران متصل می‌کند.

## ساختار

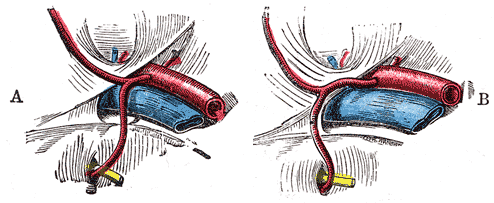
تغییرات در منشأ و مسیر سرخرگ سدادی. (مجرای سدادی برچسب‌گذاری نشده اما در مرکز پایین هر نمودار قابل مشاهده است)

مجرای سدادی بین غشای سدادی و لگن خاصره تشکیل می‌شود. سرخرگ سدادی، سیاهرگ سدادی، و عصب سدادی همگی از این مجرا عبور می‌کنند.

## اهمیت بالینی
فتق سدادی نوعی فتق است که شامل ورود به مجرای سدادی می‌شود.
عصب سدادی ممکن است در مجرای سدادی تحت فشار قرار گیرد.
مجرای سدادی ممکن است در هنگام بارداری و ترومای حاد تحت فشار قرار گرفته و باعث سندرم سدادی شود.